# Associação Desportiva «Os Xavelhas»
A Associação Desportiva «Os Xavelhas» é um clube desportivo português com sede em Câmara de Lobos, na Madeira, Portugal.
Foi fundado em 11 de Novembro de 2002, embora com escritura notarial lavrada somente no ano seguinte, a 14 de Março de 2003. Foram sócios fundadores: Paulo Rocha, João Manuel Ferreira, António Rocha, João Reis e Emanuel Freitas.
A associação tem  por objectivo a realização de atividades e eventos desportivos.
Embora numa fase inicial pretendessem somente disputar o campeonato regional do INATEL, os responsáveis, do clube, considerando a quantidade e qualidade dos jovens do concelho, decidiram que o clube poderia ser uma mais-valia para o futebol regional noutras áreas, vindo a participar no campeonato regional madeirense 2003/2004.
Na época 2010-2011, disputou a Série Madeira da 3.ª Divisão Nacional.
Em 2017 e 2019, integrava a divisão de honra do Campeonato Regional da Madeira.
A 31 de julho de 2021, venceram o troféu da VII edição do Torneio Intermunicípios, uma das principais competições do futebol jovem madeirense.
O seu atual presidente é Marco Freitas, partilhando o Estádio Municipal de Câmara de Lobos com o ADCR Bairro da Argentina e o Centro Social e Desportivo de Câmara de Lobos.